# Локальний кошторис
Лока́льні кошто́риси — це первинна кошторисна документація. Вони складаються на окремі види робіт та витрат по будівлях і спорудах. Найпростіший будівельний кошторис — локальний — складається з двох частин, залежних одна від одної.
Ліва половина кошторису містить описову частину, в якій представлений шифр та перелік робіт і витрат, необхідних при виробництві будівельних, ремонтно-будівельних, монтажних, пусконалагоджувальних робіт. У цій половині також вказуються одиниці вимірювання (маса, штуки, метри, комплекти та інші фізичні параметри.)
У другій половині кошторису даються прямі витрати у грошовому вимірі по виконанню описово частини робіт на зазначену одиницю вимірювання, кількість одиниць вимірювання і добуток одиниць вимірювання на їх кількість.
У результаті кожен рядок несе інформацію про вартість робіт, описаних в лівій частині кошторису в грошовому вираженні.
Складаючи суми всіх рядків, отримуємо підсумок витрат, необхідних для проведення того чи іншого виду робіт.
Локальний кошторис може включати розділи:
- будівельні роботи (земляні роботи, фундаменти і стіни підземної частини, стіни, каркас, перекриття, перегородки, підлоги і підстави, покриття та покрівлі, заповнення прорізів, сходи і майданчики, оздоблювальні роботи, різні роботи);
- спеціальні будівельні роботи (фундаменти під устаткування, спеціальні підмурівки, канали, хімічні захисні покриття та інші роботи);
- внутрішні санітарно-технічні роботи: водогін, каналізацію, опалення,
- газопостачання;
- монтаж обладнання: придбання та монтаж технологічного обладнання, технологічні трубопроводи, технологічні металеві конструкції тощо;
- вентиляцію та кондиціювання;
- електромонтажні роботи;
- низьковольтні мережі;
- КВП (контрольно-вимірювальні прилади) і автоматику.

У загальному випадку кошторис являє собою відомість, в яку зведені одиничні розцінки, що згруповано за розділами.